# Phlegmariurus mannii
Phlegmariurus mannii är en lummerväxtart som först beskrevs av Wilhelm B. Hillebrand, och fick sitt nu gällande namn av Warren Herbert Wagner. Phlegmariurus mannii ingår i släktet Phlegmariurus och familjen lummerväxter. Inga underarter finns listade i Catalogue of Life.